# Aloe monticola
Aloe monticola é uma espécie de liliopsida do gênero Aloe, pertencente à família Asphodelaceae.